# Antonella Palmisano
Antonella Palmisano  (Mottola, 6 augustus 1991) is een Italiaans atlete en olympisch kampioene in het snelwandelen.

## Loopbaan
Tijdens haar olympische debuut in 2016 werd Palmisano vierde.
Palmisano won tijdens de uitgestelde Olympische Spelen van 2020 in Sapporo de gouden medaille op de 20km snelwandelen.

## Titels
- Olympisch kampioene 20km snelwandelen - 2021
- Europees kampioene 20km snelwandelen - 2024

## Persoonlijke records
| Onderdeel         | Prestatie | Datum            | Plaats |
| ----------------- | --------- | ---------------- | ------ |
| 10km snelwandelen | 41.28     | 18 oktober 2020  | Modena |
| 20km snelwandelen | 1:26.36   | 13 augustus 2017 | Londen |

## Palmares

### 10km snelwandelen
- 2020: IK  41.28

### 20km snelwandelen
- 2011:  EK O23 1:36.26
- 2013:  EK O23 1:30.59
- 2013: 11e WK - 1:30.50
- 2014: 7e EK 1:28.43
- 2015: 5e WK - 1:29.34
- 2016: 4e OS - 1:29.03
- 2017:  WK - 1:26.36
- 2018:  EK 1:27.30
- 2019: 13e WK - 1:37.36
- 2021:  OS - 1:29.12
- 2024:  EK - 1:28.09

2000: Wang Liping ·
2004: Athanasía Tsoumeléka ·
2008: Olga Kaniskina ·
2012: Qieyang Shenjie ·
2016: Liu Hong ·
2020: Antonella Palmisano ·
2024: Yang Jiayu
- World Athletics: 14284942